# Celeus grammicus
Celeus grammicus е вид птица от семейство Picidae.

## Разпространение
Видът е разпространен в Боливия, Бразилия, Венецуела, Еквадор, Колумбия, Перу и Френска Гвиана.